# Вірменія на літніх Олімпійських іграх 2016
Вірменію на літніх Олімпійських іграх 2016 представляли 32 спортсмени у 8 видах спорту.

## Медалісти
| Медалі | Спортсмени       | Вид спорту     | Дисципліна                         | Дата      |
| ------ | ---------------- | -------------- | ---------------------------------- | --------- |
| Золото | Артур Алексанян  | Боротьба       | греко-римська, до 98 кг (чоловіки) | 16 серпня |
| Срібло | Симон Мартиросян | Важка атлетика | до 105 кг (чоловіки)               | 15 серпня |
| Срібло | Мігран Арутюнян  | Боротьба       | греко-римська, до 66 кг (чоловіки) | 16 серпня |
| Срібло | Гор Мінасян      | Важка атлетика | понад 105 кг (чоловіки)            | 15 серпня |

## Спортсмени
| Дисципліна     | Чоловіки | Жінки | Разом |
| -------------- | -------- | ----- | ----- |
| Легка атлетика | 1        | 4     | 5     |
| Бокс           | 5        | 0     | 5     |
| Гімнастика     | 2        | 1     | 3     |
| Дзюдо          | 1        | 0     | 1     |
| Стрільба       | 1        | 0     | 1     |
| Плавання       | 1        | 1     | 2     |
| Важка атлетика | 5        | 2     | 7     |
| Боротьба       | 8        | 0     | 8     |
| Разом          | 24       | 8     | 32    |

## Легка атлетика
Легенда
- Note – для трекових дисциплін місце вказане лише для забігу, в якому взяв участь спортсмен
- Q = пройшов у наступне коло напряму
- q = пройшов у наступне коло за добором (для трекових дисциплін - найшвидші часи серед тих, хто не пройшов напряму; для технічних дисциплін - увійшов до визначеної кількості фіналістів за місцем якщо напряму пройшло менше спортсменів, ніж визначена кількість)
- NR = Національний рекорд
- N/A = Коло відсутнє у цій дисципліні
- Bye = спортсменові не потрібно змагатися у цьому колі

Трекові і шосейні дисципліни
| Спортсмен       | Дисципліна                            | Попередній забіг | Попередній забіг | Півфінал         | Півфінал         | Фінал            | Фінал            |
| Спортсмен       | Дисципліна                            | Результат        | Місце            | Результат        | Місце            | Результат        | Місце            |
| --------------- | ------------------------------------- | ---------------- | ---------------- | ---------------- | ---------------- | ---------------- | ---------------- |
| Гаяне Чилоян    | біг на 200 метрів (жінки)             | 25.03            | 8                | Завершила виступ | Завершила виступ | Завершила виступ | Завершила виступ |
| Діана Хубесерян | біг на 200 метрів (жінки)             | 25.16            | 7                | Завершив виступ  | Завершив виступ  | Завершив виступ  | Завершив виступ  |
| Ліліт Арутюнян  | біг на 400 метрів з бар'єрами (жінки) | 1:03.13          | 7                | Завершила виступ | Завершила виступ | Завершила виступ | Завершила виступ |

Технічні дисципліни
| Спортсмен     | Дисципліна                   | Кваліфікація       | Кваліфікація | Фінал              | Фінал            |
| Спортсмен     | Дисципліна                   | Результат у метрах | Місце        | Результат у метрах | Місце            |
| ------------- | ---------------------------- | ------------------ | ------------ | ------------------ | ---------------- |
| Левон Агасян  | потрійний стрибок (чоловіки) | 15.54              | 36           | Завершив виступ    | Завершив виступ  |
| Амалія Шароян | стрибки в довжину (жінки)    | 5.95               | 18           | Завершила виступ   | Завершила виступ |

## Бокс
| Спортсмен          | Категорія           | 1/16 фіналу          | 1/8 фіналу           | Чвертьфінали       | Півфінали          | Фінал              | Фінал           |
| Спортсмен          | Категорія           | Суперник Результат   | Суперник Результат   | Суперник Результат | Суперник Результат | Суперник Результат | Місце           |
| ------------------ | ------------------- | -------------------- | -------------------- | ------------------ | ------------------ | ------------------ | --------------- |
| Артур Оганесян     | до 49 кг (чоловіки) | Кармона (ESP) L 0–3  | Завершив виступ      | Завершив виступ    | Завершив виступ    | Завершив виступ    | Завершив виступ |
| Нарек Абгарян      | до 52 кг (чоловіки) | Серуго (UGA) W 2–1   | Hu Jg (CHN) L 0–3    | Завершив виступ    | Завершив виступ    | Завершив виступ    | Завершив виступ |
| Арам Авагян        | до 56 кг (чоловіки) | Морісака (JPN) W 2–1 | Конлен (IRL) L 0–3   | Завершив виступ    | Завершив виступ    | Завершив виступ    | Завершив виступ |
| Ованнес Бачков     | до 64 кг (чоловіки) | Arcón (VEN) W 2–1    | Hu Qx (CHN) L 1–2    | Завершив виступ    | Завершив виступ    | Завершив виступ    | Завершив виступ |
| Володимир Маргарян | до 69 кг (чоловіки) | Hill (FIJ) W 3–0     | Іглесіас (CUB) L TKO | Завершив виступ    | Завершив виступ    | Завершив виступ    | Завершив виступ |

## Гімнастика

### Спортивна гімнастика
Чоловіки
| Спортсмен       | Дисципліна | Кваліфікація | Кваліфікація    | Кваліфікація | Кваліфікація | Кваліфікація | Кваліфікація | Кваліфікація | Кваліфікація | Фінал  | Фінал  | Фінал  | Фінал  | Фінал           | Фінал           | Фінал           | Фінал           |                 |                 |                 |                 |
| Спортсмен       | Дисципліна | Вправа       | Вправа          | Вправа       | Вправа       | Вправа       | Вправа       | Загалом      | Місце        | Вправа | Вправа | Вправа | Вправа | Вправа          | Вправа          | Загалом         | Місце           |                 |                 |                 |                 |
| --------------- | ---------- | ------------ | --------------- | ------------ | ------------ | ------------ | ------------ | ------------ | ------------ | ------ | ------ | ------ | ------ | --------------- | --------------- | --------------- | --------------- | --------------- | --------------- | --------------- | --------------- |
| Спортсмен       | Дисципліна | Артур Давтян | опорний стрибок | Н/Д          | Н/Д          | Н/Д          | 14.566       | Загалом      | Місце        | Н/Д    | Н/Д    | 14.566 | 11     | Завершив виступ | Завершив виступ | Завершив виступ | Завершив виступ | Завершив виступ | Завершив виступ | Завершив виступ | Завершив виступ |
| Арутюн Мердинян | Кінь       | Н/Д          | 15.583          | Н/Д          | Н/Д          | Н/Д          | Н/Д          | 15.583       | 4 Q          | Н/Д    | 14.933 | Н/Д    | Н/Д    | Н/Д             | Н/Д             | 14.933          | 7               |                 |                 |                 |                 |

Жінки
| Спортсменка | Дисципліна | Кваліфікація | Кваліфікація       | Кваліфікація | Кваліфікація | Кваліфікація | Кваліфікація | Фінал  | Фінал  | Фінал  | Фінал  | Фінал   | Фінал |                  |                  |                  |                  |                  |                  |
| Спортсменка | Дисципліна | Вправа       | Вправа             | Вправа       | Вправа       | Загалом      | Місце        | Вправа | Вправа | Вправа | Вправа | Загалом | Місце |                  |                  |                  |                  |                  |                  |
| ----------- | ---------- | ------------ | ------------------ | ------------ | ------------ | ------------ | ------------ | ------ | ------ | ------ | ------ | ------- | ----- | ---------------- | ---------------- | ---------------- | ---------------- | ---------------- | ---------------- |
| Спортсменка | Дисципліна | Урі Гебешян  | Абсолютна першість | 14.016       | 13.666       | Загалом      | Місце        | 13.266 | 12.900 | 53.848 | 38     | Загалом | Місце | Завершила виступ | Завершила виступ | Завершила виступ | Завершила виступ | Завершила виступ | Завершила виступ |

## Дзюдо
| Спортсмен     | Категорія           | 1/32 фіналу        | 1/16 фіналу            | 1/8 фіналу               | Чвертьфінали       | Півфінали          | Втішний поєдинок   | Фінал / БМ         | Фінал / БМ      |
| Спортсмен     | Категорія           | Суперник Результат | Суперник Результат     | Суперник Результат       | Суперник Результат | Суперник Результат | Суперник Результат | Суперник Результат | Місце           |
| ------------- | ------------------- | ------------------ | ---------------------- | ------------------------ | ------------------ | ------------------ | ------------------ | ------------------ | --------------- |
| Ованес Давтян | до 60 кг (чоловіки) | Bye                | Пайшер (AUT) W 100–000 | Мудранов (RUS) L 000–001 | Завершив виступ    | Завершив виступ    | Завершив виступ    | Завершив виступ    | Завершив виступ |

## Стрільба
| Спортсмен     | Дисципліна                                  | Кваліфікація | Кваліфікація | Фінал           | Фінал           |
| Спортсмен     | Дисципліна                                  | Очки         | Місце        | Очки            | Місце           |
| ------------- | ------------------------------------------- | ------------ | ------------ | --------------- | --------------- |
| Грачик Бабаян | пневматична гвинтівка, 10 метрів (чоловіки) | 621.5        | 24           | Завершив виступ | Завершив виступ |

Пояснення до кваліфікації: Q = Пройшов у наступне коло; q = Кваліфікувався щоб змагатись у поєдинку за бронзову медаль

## Плавання
| Спортсмен      | Дисципліна                          | Попередній заплив | Попередній заплив | Півфінал         | Півфінал         | Фінал            | Фінал            |
| Спортсмен      | Дисципліна                          | Час               | Місце             | Час              | Місце            | Час              | Місце            |
| -------------- | ----------------------------------- | ----------------- | ----------------- | ---------------- | ---------------- | ---------------- | ---------------- |
| Ваган Мхітарян | 50 метрів вільним стилем (чоловіки) | 23.50             | 47                | Завершив виступ  | Завершив виступ  | Завершив виступ  | Завершив виступ  |
| Моніка Васілян | 50 метрів вільним стилем (жінки)    | DNS               | DNS               | Завершила виступ | Завершила виступ | Завершила виступ | Завершила виступ |

## Важка атлетика
Чоловіки
| Спортсмен                   | Категорія    | Ривок     | Ривок | Поштовх   | Поштовх | Загалом | Місце |
| Спортсмен                   | Категорія    | Результат | Місце | Результат | Місце   | Загалом | Місце |
| --------------------------- | ------------ | --------- | ----- | --------- | ------- | ------- | ----- |
| Андранік Карапетян          | до 77 кг     | 174       | 2     | 195       | DNF     | 174     | DNF   |
| Аракел Мірзоян              | до 85 кг     | 158       | =10   | —         | —       | 158     | DNF   |
| Мартиросян Симон Геворкович | до 105 кг    | 190       | =4    | 227       | 2       | 417     | 2     |
| Рубен Алексанян             | понад 105 кг | 195       | =4    | 245       | 2       | 440     | 4     |
| Мінасян Гор Тигранович      | понад 105 кг | 210       | 2     | 241       | =4      | 451     | 2     |

Жінки
| Спортсменка   | Категорія | Ривок     | Ривок | Поштовх   | Поштовх | Загалом | Місце |
| Спортсменка   | Категорія | Результат | Місце | Результат | Місце   | Загалом | Місце |
| ------------- | --------- | --------- | ----- | --------- | ------- | ------- | ----- |
| Назік Авдалян | до 69 кг  | 107       | 5     | 135       | 5       | 242     | 5     |
| Соня Погосян  | до 75 кг  | 97        | 11    | 126       | 10      | 223     | 10    |

## Боротьба
Легенда:
- VT – Перемога на туше.
- PP – Перемога за очками – з технічними очками в того, хто програв.
- PO – Перемога за очками – без технічних очок в того, хто програв.
- ST – Перемога за явної переваги – різниця в очках становить принаймні 8 (греко-римська боротьба) або 10 (вільна боротьба) очок, без технічних очок у того, хто програв.

Чоловіки
| Спортсмен                | Категорія | Кваліфікація       | 1/8 фіналу              | Чвертьфінал           | Півфінал              | Втішний поєдинок 1 | Втішний поєдинок 2 | Фінал / БМ            | Фінал / БМ |
| Спортсмен                | Категорія | Суперник Результат | Суперник Результат      | Суперник Результат    | Суперник Результат    | Суперник Результат | Суперник Результат | Суперник Результат    | Місце      |
| ------------------------ | --------- | ------------------ | ----------------------- | --------------------- | --------------------- | ------------------ | ------------------ | --------------------- | ---------- |
| Гарнік Мнацаканян        | до 57 кг  | Bye                | Рахімі (IRI) L 0–4 ST   | Завершив виступ       | Завершив виступ       | Завершив виступ    | Завершив виступ    | Завершив виступ       | 20         |
| Давид Сафарян            | до 65 кг  | Bye                | Чамісо (ITA) L 1–3 PP   | Завершив виступ       | Завершив виступ       | Завершив виступ    | Завершив виступ    | Завершив виступ       | 18         |
| Кетоєв Георгій Важайович | до 97 кг  | Bye                | Одікадзе (GEO) L 1–3 PP | Завершив виступ       | Завершив виступ       | Завершив виступ    | Завершив виступ    | Завершив виступ       | 14         |
| Леван Беріанідзе         | до 125 кг | Bye                | Deng Zw (CHN) W 3–1 PP  | Лігеті (HUN) W 3–1 PP | Акгюль (TUR) L 1–3 PP | Bye                | Bye                | Саїдов (BLR) L 1–3 PP | 5          |

Греко-римська боротьба
| Спортсмен                   | Категорія | Кваліфікація               | 1/8 фіналу               | Чвертьфінал                     | Півфінал                | Втішний поєдинок 1 | Втішний поєдинок 2 | Фінал / БМ              | Фінал / БМ |
| Спортсмен                   | Категорія | Суперник Результат         | Суперник Результат       | Суперник Результат              | Суперник Результат      | Суперник Результат | Суперник Результат | Суперник Результат      | Місце      |
| --------------------------- | --------- | -------------------------- | ------------------------ | ------------------------------- | ----------------------- | ------------------ | ------------------ | ----------------------- | ---------- |
| Арутюнян Мігран Едікович    | до 66 кг  | Bye                        | Saleh (EGY) W 4–0 ST     | Ryu H-s (KOR) W 3–1 PP          | Chunayev (AZE) W 3–1 PP | Bye                | Bye                | Штефанек (SRB) L 1–3 PP | 2          |
| Джулфалакян Арсен Левонович | до 75 кг  | Александров (BUL) L 1–3 PP | Завершив виступ          | Завершив виступ                 | Завершив виступ         | Завершив виступ    | Завершив виступ    | Завершив виступ         | 13         |
| Максим Манукян              | до 85 кг  | V Lőrincz (HUN) L 0–3 PO   | Завершив виступ          | Завершив виступ                 | Завершив виступ         | Завершив виступ    | Завершив виступ    | Завершив виступ         | 16         |
| Алексанян Артур Геворкович  | до 98 кг  | Bye                        | Тімончіні (ITA) W 3–1 PP | Алексус-Чіураріу (ROU) W 4–0 ST | İldem (TUR) W 4–0 ST    | Bye                | Bye                | Луго (CUB) W 3–0 PO     | 1          |